# Maria Luísa Betioli
Maria Luísa Domingues Betioli (São Paulo, 1 de setembro de 1948) é uma atleta brasileira. Ela competiu no salto em altura feminino nos Jogos Olímpicos de Verão de 1976, realizados em Montreal, no Canadá.
Betioli terminou em quinto lugar no salto em altura e em sétimo nos 100 metros com barreiras nos Jogos Pan-Americanos de 1975, realizados na Cidade do México. Quatro anos depois, ela terminou novamente em quinto lugar no salto em altura nos Jogos Pan-Americanos de 1979, realizados em San Juan, em Porto Rico.